# Вайт (Джорджія)
Вайт (англ. White) — місто (англ. city) в США, в окрузі Бартоу штату Джорджія. Населення — 661 особа (2020).

## Географія
Вайт розташований за координатами 34°16′57″ пн. ш. 84°44′50″ зх. д. / 34.28250° пн. ш. 84.74722° зх. д. (34.282401, -84.747236).  За даними Бюро перепису населення США в 2010 році місто мало площу 2,50 км², уся площа — суходіл.

## Демографія
Згідно з переписом 2010 року, у місті мешкало 670 осіб у 246 домогосподарствах у складі 170 родин. Густота населення становила 268 осіб/км².  Було 284 помешкання (114/км²).
Расовий склад населення:
| - 85,5 % — білих - 3,4 % — чорних або афроамериканців - 0,1 % — вихідців з тихоокеанських островів - 8,7 % — осіб інших рас |

До двох чи більше рас належало 2,2 %. Частка іспаномовних становила 11,0 % від усіх жителів.
За віковим діапазоном населення розподілялося таким чином: 24,3 % — особи молодші 18 років, 65,3 % — особи у віці 18—64 років, 10,4 % — особи у віці 65 років та старші. Медіана віку мешканця становила 34,7 року. На 100 осіб жіночої статі у місті припадало 108,1 чоловіків;  на 100 жінок у віці від 18 років та старших — 106,9 чоловіків також старших 18 років.
Середній дохід на одне домашнє господарство  становив 45 280 доларів США (медіана — 35 125), а середній дохід на одну сім'ю — 49 567 доларів (медіана — 38 500). Медіана доходів становила 36 607 доларів для чоловіків та 40 417 доларів для жінок. За межею бідності перебувало 20,2 % осіб, у тому числі 23,1 % дітей у віці до 18 років та 4,1 % осіб у віці 65 років та старших.
Цивільне працевлаштоване населення становило 295 осіб. Основні галузі зайнятості: освіта, охорона здоров'я та соціальна допомога — 24,4 %, транспорт — 16,9 %, науковці, спеціалісти, менеджери — 11,9 %, виробництво — 11,2 %.